# Charlotte Y. Martin Atlétikai Centrum
A Charlotte Y. Martin Atlétikai Centrum a Gonzaga Bulldogs négyezer fő befogadására alkalmas sportlétesítménye (egyben a nőiröplabda-csapat otthona) a Washington állambeli Spokane-ben.
1968. december 30-án itt lépett fel a Led Zeppelin a Vanilla Fudge előzenekaraként. Az együttes első bootleg felvétele ezen a koncerten készült.

## Története
Az 1964. júniusi alapkőletételt követően az akkor John Fitzgerald Kennedy nevét viselő létesítmény 1965 végén nyílt meg. A kosárlabdapálya lelátóin 3800-an foglalhattak helyet, emellett egy 23 méter hosszú, hat sávos úszómedencét is kialakítottak. A november 21-ei megnyitón hatezren vettek részt (köztük Ted Kennedy szenátor, John F. Kennedy fivére). Az első kosárlabda-mérkőzést december 3-án játszották a Washington State Cougars ellen. Charlotte Martin (Clarence D. Martin kormányzó lánya) 1987-ben 4,5 millió dollárt adományozott a sportcsarnok felújítására, így március 17-én az felvette az ő nevét.
A férfikosárlabda-csapat mérkőzéseit egy időben a Spokane Amfiteátrumban játszotta; előtte az adminisztrációs épületben kialakított tornateremben tartották meccseiket.

## Fordítás
- Ez a szócikk részben vagy egészben  a   Charlotte Y. Martin Centre című angol Wikipédia-szócikk ezen változatának fordításán alapul.  Az eredeti cikk szerkesztőit annak laptörténete sorolja fel. Ez a jelzés csupán a megfogalmazás eredetét és a szerzői jogokat jelzi, nem szolgál a cikkben szereplő információk forrásmegjelöléseként.